# Естрея Овадия
Естрея Хаим Арон Овадия с псевдоним Мара (на ладино: Estreya Ovadia) е югославска партизанка и деец на НОВМ.

## Биография
Родена е на 25 декември 1923 година в сефарадско еврейско семейство в Битоля. През 1938 година заминава за Белград във връзка с членството си в Еврейското хуманитарно дружество Визо. Там става член на СКМЮ. През май 1941 година се връща в Битоля и се включва в комунистическата съпротива. От 1942 година става член на ЮКП, а излиза в нелегалност на 10 март 1943 година. На 5 април 1943 година влиза в Битолско-преспански партизански отряд „Даме Груев“, по-късно влиза и в Битолски народоосвободителен партизански отряд „Гоце Делчев“. По-късно става заместник-политически комисар на чета в трета македонска ударна бригада. На 22 август 1944 година е назначена за политически комисар на батальон в рамките на седма македонска ударна бригада. Загива на 26 август 1944 година в сражение с български части. На 11 октомври 1953 година е обявена за народен герой на Югославия.